# Championnats d'Europe de pentathlon moderne 1991
Navigation
Édition précédente Édition suivante
Les Championnats d'Europe de pentathlon moderne 1991 se sont tenus à Rome, en Italie, pour les compétitions masculines, et à Sofia, en Bulgarie, pour les compétitions féminines.

## Podiums

### Hommes
| Épreuves    | Or                                                    | Argent                   | Bronze                |
| ----------- | ----------------------------------------------------- | ------------------------ | --------------------- |
| Individuel  | Hongrie Ádám Madaras                                  | Pologne Maciej Czyżowicz | Hongrie László Fábián |
| Par équipes | Hongrie Ádám Madaras László Fábián Attila Kálnoki Kis | Union soviétique         | Royaume-Uni           |
| Relais      | Hongrie Ádám Madaras László Fábián Attila Kálnoki Kis | Allemagne de l'Ouest     | Union soviétique      |

### Femmes
| Épreuves    | Or                                                                    | Argent              | Bronze              |
| ----------- | --------------------------------------------------------------------- | ------------------- | ------------------- |
| Individuel  | Union soviétique Zhanna Dolgazheva                                    | Pologne Dorota Idzi | Pologne Anna Sulima |
| Par équipes | Union soviétique Zhanna Dolgazheva Irina Krasnova Tatyana Cherneskaya | Hongrie             | Pologne             |
| Relais      | Union soviétique Tatyana Cherneskaya Irina Krasnova Anzyela Markina   | Hongrie             | Italie              |